# 都道府県関連の楽曲一覧
都道府県関連の楽曲一覧（とどうふけんかんれんのがっきょくいちらん）は、日本の都道府県が公的に制定している都道府県民歌や各種の愛唱歌、体育歌、音頭等の一覧である。
- 国民スポーツ大会（旧国民体育大会）、国民文化祭、博覧会、全国植樹祭など特定の行事・イベント用に作られ、終了後は演奏されなくなったテーマソング等は含めない。ただし、それらのテーマソングが行事・イベントの終了後に恒常的な楽曲として追認を受けた場合はその限りではない。
- 参考として、都道府県を活動範囲とする地方紙や民間団体等が作成した各種の愛唱歌を掲載する場合がある。

## 北海道
道民歌
北海道では以下の3曲を「北海道民のうた」として制定している。
- 光あふれて（行進曲） - 1967年（昭和42年）5月27日制定
作詞：太田武彦 補作：北海道民のうた選定委員会 作曲：中村八大
第44回はまなす国体の道旗掲揚時を始め、通常は「光あふれて」が代表曲として演奏される[1]。
- むかしのむかし（ホームソング） - 同上
作詞：広瀬龍一 補作：北海道民のうた選定委員会 作曲：中田喜直
- 北海ばやし（道民音頭）  - 同上
作詞：清原千晴 補作：北海道民のうた選定委員会 作曲：廣瀬量平

参考
- 北海道歌 - 1904年（明治38年）11月3日発表
作詞：藤沢古雪 作曲：小山作之助
歌詞・旋律のいずれも著作権の保護期間を満了（パブリックドメイン）。北海タイムス（旧社）選定。
 ウィキソースには、北海道歌 (1904年)の原文があります。
- われらが愛する北海道 - 1908年（明治41年）発表、1909年（明治42年）文部省検定合格
作詞：石森和男 作曲：田村虎蔵
歌詞・旋律のいずれも著作権保護期間を満了（パブリックドメイン）。『地図』では「光あふれて」の制定後にも関わらずこの曲が紹介されている[2]。
- 北海道歌 - 1940年（昭和15年）8月13日発表
作詞：岡部二郎 作曲：山田耕筰
旋律は著作権保護期間満了。北海タイムス（旧社）選定。皇紀二千六百年記念。
- 北海道讃歌 - 1961年（昭和36年）4月2日発表
作詞：森みつ 作曲：伊福部昭
歌詞は著作権保護期間満了。北海道賛歌制定委員会（北海道新聞社、北海道放送他）選定。新冠郷土資料館前に歌碑がある。

## 青森県
県民歌
- 青森県賛歌[公式 2][3] - 1971年（昭和46年）9月23日制定
作詞：永沢与助 補作：サトウハチロー 作曲：田中利光
県政100周年記念[3][4]。例規集にあるが2012年（平成24年）刊の『全国』では一切無視されており、事実上廃止に等しい状態となっている[注 1]。
- 青い森のメッセージ[公式 3] - 2001年（平成13年）1月1日制定
作詞：山内美空 補作：伊藤アキラ 作曲：鈴木キサブロー
制定当時の知事が「21世紀にふさわしい県民歌」を提唱して作成された[5]。形式的には「青森県賛歌」と“並立”の形を取るものの、県勢要覧や県民手帳のみならず『全国』でも本曲しか掲載されていない[注 1]。

県民歌以外の楽曲
- 青森りんご音頭[4] - 1971年（昭和46年）発表
作詞・作曲：小倉尚継
県民音頭[4]。

参考
- 青森県民の歌 - 1958年（昭和33年）発表
作詞：北野明 補作：西條八十 作曲：明本京静
東奥日報創刊70周年記念。『地図』では（「青森県賛歌」制定前に出版のため）本曲が代わりに掲載されている[6]。

## 岩手県
県民歌
- 岩手県民の歌[公式 4] - 1965年（昭和40年）3月30日制定[注 2]
作詞：田原耕二 補作：県民の歌審査委員会 作曲：中田喜直
岩手県庁舎落成記念で県章と同時に制定。

県民歌以外の楽曲
- 岩手県民スポーツの歌[7]
作詞：伊野上のぼる 補作：岩手県教育委員会 作曲：服部正
体育歌。

## 宮城県
県民歌
- 輝く郷土[公式 5] - 1946年（昭和21年）3月10日制定
作詞：遠山徳男 作曲：福井文彦
宮城県と河北新報社が合同で選定。2代目の県民歌である。

過去の県民歌
- 宮城県民歌[公式 5][8] - 1939年（昭和14年）2月5日制定
作詞：高松茂夫 作曲：東京音楽学校
歌詞・旋律のいずれも著作権保護期間を満了（パブリックドメイン）。河北新報の紙齢1万5000号記念事業として同社が選定し、県に寄贈した[9]。県では7年後に作られた2代目の「輝く郷土」のみを現行の県民歌と規定しているが[10]、公式サイトでは初代を県民愛唱歌に準じた形で2代目と合わせて紹介している。

県民歌以外の楽曲
- 宮城県体育歌 - 1948年（昭和27年）9月発表
作詞：小川保 作曲：福井文彦
宮城県体育協会選定。日本コロムビアが製造した「輝く郷土」のSPレコードでB面に収録されている[11]。

## 秋田県
県民歌
- 秋田県民歌[公式 6] - 1930年（昭和5年）制定
作詞：倉田政嗣 補作：高野辰之 作曲：成田為三
歌詞・旋律のいずれも著作権保護期間満了（パブリックドメイン）。教育勅語渙発40周年記念。全4番だが、公的行事での演奏に当たっては後半部分（特に3番）を省略することが多い。大仙市の奥羽山荘前に歌碑がある。
- 県民の歌[公式 7] - 1959年（昭和34年）12月7日制定
作詞：大久保笑子 補作：県民の歌選定委員会 作曲：菅原良昭
八郎潟干拓事業着工・秋田県庁舎落成・第16回秋田まごころ国体開催記念。制定後は旧「秋田県民歌」に取って代わる状態であったが、1968年（昭和43年）に明治百年記念で作られた交響曲「大いなる秋田」で第3楽章に「秋田県民歌」・第4楽章に「県民の歌」が取り上げられたのを機に2曲が並立する扱いとなり現在に至っている。全3番だが、公的行事での演奏に当たっては2番を省略することが多い。

県民歌以外の楽曲
- 僕たちの未来[12] - 2013年10月発表
作詞：秋田のこどもたち 補作：大木彩乃 作曲・編曲：ha-j
2014年（平成26年）国民文化祭テーマソング。閉幕後は「秋田の元気の歌」に指定されている[12]。

## 山形県
県民歌
- 最上川[公式 8] - 1930年（昭和5年）発表、1982年（昭和57年）3月31日制定
作詞：昭和天皇（御製） 作曲：島崎赤太郎
旋律は著作権保護期間満了。昭和天皇が皇太子時代の1925年（大正14年）に山形県を行啓した際に詠んだ御製歌を県民歌とすべきである旨を山形県教育会が決議し、宮内省の許可を受けて曲を付けた。サンフランシスコ講和条約発効後は長らく「慣例上」として演奏されて来たが、1982年に県民歌とする告示が行われた。酒田市の日和山公園に歌碑がある。

過去の県民歌
- 朝ぐもの[13] - 1947年（昭和22年）5月3日制定
作詞：原まこと 作曲：橋本國彦
旋律は著作権保護期間満了。憲法普及会山形県支部選定[13]。「最上川」の演奏自粛を受けて制定されたが不評のため短期間で形骸化し、1982年の「最上川」制定告示を以て廃止された。

県民歌以外の楽曲
- スポーツ県民歌（月山の雪）[公式 9] - 1948年発表
作詞：西條八十 作曲：古関裕而
第32回日本陸上競技選手権大会開催記念。都道府県が制定した体育歌の中では特に知名度が高い。

## 福島県
県民歌
- 福島県県民の歌 - 1967年（昭和42年）2月11日制定
作詞：吉田武 作曲：星和男

県民歌以外の楽曲
- 福島県スポーツの歌[14]
作詞：小林金次郎 作曲：古関裕而
体育歌。

## 茨城県
県民歌
- 茨城県民の歌[公式 10] - 1963年（昭和38年）4月26日制定
作詞：川上宏昭 補作：茨城県民の歌審査委員会 作曲（原旋律）：町田旭 補作曲・編曲：平井康三郎

県民歌以外の楽曲
- 茨城スポーツの歌[15] - 1974年（昭和49年）発表
作詞：大木惇夫 作曲：飯田信夫
体育歌。第29回茨城国体開催を記念して作成。

参考
- 茨城県行進曲[16] - 1934年（昭和9年）2月発表
作詞：野口雨情 作曲：堀内敬三
茨城新聞社選定。

## 栃木県
県民歌
- 県民の歌[公式 11] - 1962年（昭和37年）制定
作詞：岡きよし 補作：栃木県県章・県民の歌選定委員会 作曲：川島博

県民歌以外の楽曲
- 栃木県民音頭[17] - 1980年（昭和55年）発表
作詞：三波春夫 作曲：松永耕明

## 群馬県
県民歌
- 群馬県の歌[公式 12] - 1968年（昭和43年）10月25日制定
作詞：高草木昭允 補作：群馬県の歌選考委員会 作曲：服部良一
明治百年記念。3代目の県民歌である。

過去の県民歌
- 群馬県の歌（初代）[18] - 1936年（昭和11年）制定
作詞・作曲：群馬県音楽協会
歌詞・旋律のいずれも著作権保護期間満了（パブリックドメイン）。
 ウィキソースには、群馬県の歌 (1936年)の原文があります。
- 群馬県の歌（2代目）[19] - 1951年（昭和26年）5月4日制定
作詞：高橋元吉 作曲：浜欽哉

県民歌以外の楽曲
- 健康スポーツのうた - 1978年（昭和53年）発表
作詞：中島清一 補作：県民健康スポーツ祭のうた選考委員会 作曲・編曲：植村亨
体育歌。1978年6月の「健康スポーツ県宣言」の採択を記念して制定。

## 埼玉県
県歌
- 埼玉県歌[公式 13] - 1965年（昭和40年）9月21日制定
作詞：岸上のぶを 補作：神保光太郎 作曲：明本京静
第22回清新国体開催記念。2代目の県民歌である。

過去の県民歌
- 埼玉県民歌[20] - 1942年（昭和17年）制定
作詞：金井政一 作曲：服部正
埼玉県・大政翼賛会埼玉県支部選定。初代の県民歌である。

県民歌以外の楽曲
- 埼玉県民音頭 - 1965年（昭和40年）9月21日制定
作詞：藤倉瞕 補作：宮澤章二 作曲・編曲：平井康三郎
「埼玉県歌」「埼玉国体の歌」と同時に歌詞を公募して制定された。

## 千葉県
県民歌
- 千葉県民歌[公式 14] - 1964年（昭和39年）12月1日制定
作詞：鈴木弥太郎 作曲：長谷川良夫

県民歌以外の楽曲
- 千葉県民音頭 - 1964年（昭和39年）12月1日制定
作詞：白土健二 作曲：古賀政男
県民歌と同時に制定され、県民手帳に2曲合わせて紹介されている[21]。
- 夢呼ぶ青春（千葉県スポーツの歌）[22]
作詞：勝承夫 作曲：飯田信夫
体育歌。

## 東京都
都歌
- 東京都歌[公式 15] - 1947年（昭和22年）4月19日制定
作詞：原田重久 補作：深尾須磨子 作曲：加須屋博
作詞・作曲とも一般公募。
- 東京市歌[公式 15] - 1923年（大正12年）発表、1926年（大正15年）制定
作詞：高田耕甫 作曲：山田耕筰
旧東京市の市歌。東京都生活文化局では都歌と併せて紹介している。

都歌以外の楽曲
- この空は── - 1968年（昭和43年）発表
作詞：岡本和美 補作：サトウハチロー 作曲：古関裕而
東京奠都百年記念歌。

## 神奈川県
県民歌
- 光あらたに[公式 16] - 1950年（昭和25年）4月10日制定
作詞：村瀬輝光 補作：勝承夫 作曲：飯田信夫
1968年（昭和43年）に4番を廃止[23]。2代目の県民歌である。

過去の県民歌
- 神奈川県々歌[24][25] - 1931年（昭和6年）2月制定
作詞：石井克昌[25] 作曲：船橋榮吉
旋律は著作権保護期間満了。「神奈川県行進歌」「相模小唄」と合わせて3部門で歌詞を一般公募したが、歌詞と楽譜を掲載した冊子『我が県の歌』では3曲とも作詞者の氏名が無く「神奈川県選定」とされていた[24]。初代の県民歌である[25]。

県民歌以外の楽曲
- みどりの神奈川を - 1975年（昭和50年）2月1日発表[26]
作詞：斉藤格 補作：まど・みちお 作曲：高木東六
県民愛唱歌[26]。
- みどりの賛歌 －みどりの仲間たち－ - 1977年（昭和52年）制定[27]
作詞：岩崎文枝 補作：小杉高昭 作曲：本城泰浩 編曲：若松正司

県緑化推進キャンペーンソング。芹洋子の歌唱でレコード化された。
- ふるさとの風になりたい - 2001年（平成13年）12月2日発表
作詞：星合節子 作曲：白井貴子
神奈川県21世紀の合唱曲。

## 新潟県
県民歌
- 新潟県民歌[公式 17] - 1948年（昭和23年）3月28日制定
作詞：高下玉衛[注 3] 作曲：明本京静
日本国憲法公布記念。新潟市中央区の千歳大橋では、欄干に県民歌のレリーフが設置されている。

県民歌以外の楽曲
- 越佐小唄 -  1948年（昭和23年）発表
作詞：関根ふみと 作曲：江口夜詩
県民歌と同時に歌詞を一般公募して作成された新民謡。日本コロムビアが製造した県民歌のレコードでB面に収録されている。
- 新潟県民スポーツの歌 - 1964年（昭和39年）発表
作詞：鈴木紘一 作曲：久住和麿
第19回新潟国体開催記念。大会テーマソング「新潟国体の歌」（作詞：桐生とし子、補作：サトウハチロー、作曲：服部正）とは別に恒常的な体育歌として作成された。
- 新潟の讃歌[公式 18] - 1981年（昭和56年）発表
作詞：中村千栄子 作曲：岩河三郎
全6部構成で「県民の曲」とされる。

## 富山県
県民歌
- 富山県民の歌[公式 19] - 1958年（昭和33年）4月1日制定
作詞：辻本俊夫 作曲：牧野良二
第13回富山国体開催記念。作詞・作曲とも一般公募。
- 御歌 立山の - 1927年（昭和2年）発表
作詞：昭和天皇（御製） 作曲：岡野貞一
旋律は著作権保護期間満了。山形県の「最上川」と同様に昭和天皇が皇太子時代の御製歌に曲を付け、終戦までは事実上の県民歌のように扱われたが「最上川」と異なり戦前・戦後を通じて制定告示は行われていない。戦後は新規に県民歌が制定されたため、天皇が県を行幸する際の奉迎歌として歌われるのが慣例となっている。立山頂上付近の三ノ越や雄山神社境内など複数の歌碑がある。

県民歌以外の楽曲
- 富山県賛歌 - 1983年（昭和58年）発表
  - きみと歌おう想いをこめて
作詞：毛利忠義 補作：富山県賛歌製作委員会 作曲：岩河三郎
  - あなたが愛する町だから
作詞：堀博一 補作：富山県賛歌製作委員会 作曲：岩河三郎
  - ふるさと富山
作詞：福田三郎 補作：富山県賛歌製作委員会 作曲：岩河三郎

1983年の県政百周年記念事業として富山県賛歌制作委員会が3曲を選定した[28]。
- ふるさとの空[公式 20] - 2012年（平成24年）発表
作詞：布村勝志 補作：須藤晃 作曲：久石譲 編曲：山下康介
県民愛唱歌。県政130周年記念事業として作成され、県民手帳に「富山県民の歌」と併せて掲載されるようになった。

## 石川県
県民歌
- 石川県民の歌[公式 21] - 1959年（昭和34年）11月3日制定
作詞：梅木宗一 作曲：窪田新一
皇太子（明仁上皇）御成婚記念。作詞・作曲とも一般公募。2代目の県民歌である。

過去の県民歌
- 石川県民の歌（初代）[29] - 1948年（昭和23年）発表
作詞：信原俊行 作曲：金沢交響楽団
旋律は著作権保護期間満了。県が提唱した「新日本建設国民運動」の一環として県民歌と「工場生産増強の歌」の2部門で歌詞を一般公募した。金沢蓄音機館にテイチク製造のSPレコードが現存しており[29]、国立国会図書館「歴史的音源」に提供されている[30]。戦後復興を強調した歌詞のため短期間で演奏実態が無くなったとみられるが、形式上は本楽曲が「初代の県民歌」とされる。

## 福井県
県民歌
- 福井県民歌[公式 22] - 1954年（昭和29年）5月1日制定、2014年（平成26年）に「新福井県民歌」へ改訂[公式 23]
作詞：三好達治 作曲：諸井三郎（旧）、小松長生（新）
歌詞は著作権保護期間満了。1954年制定の旧版が「高音で歌いにくい」と不評だったことや原詞の5番にある市郡の数が現状を反映していないため、2014年に旧版の2・5番を廃止して1・3・4番を抜粋し新規に曲を付ける改訂を行った。

県民歌以外の楽曲
- 意気の若越[31] - 1954年（昭和29年）発表
作詞：勝承夫 作曲：團伊玖磨
県民愛唱歌[31]。ビクターが製造した県民歌（旧版）のSPレコードでB面に収録されている。
- この明るさのなかにゆけ - 1968年（昭和43年）発表
作詞：原道夫 補作：星野哲郎 作曲：山崎正清
体育歌。第23回福井国体開催を記念して作成。

## 山梨県
県民歌
- 山梨県の歌[公式 24] - 1950年（昭和25年）8月12日制定
作詞：矢沢千里 補作：「山梨県の歌」歌詞審査委員会 作曲：岡本敏明
県政60周年記念。

県民歌以外の楽曲
- 緑のふるさと[公式 25] - 1977年（昭和52年）11月23日制定
作詞：岩谷時子 作曲：浜口庫之助
県民愛唱歌。

## 長野県

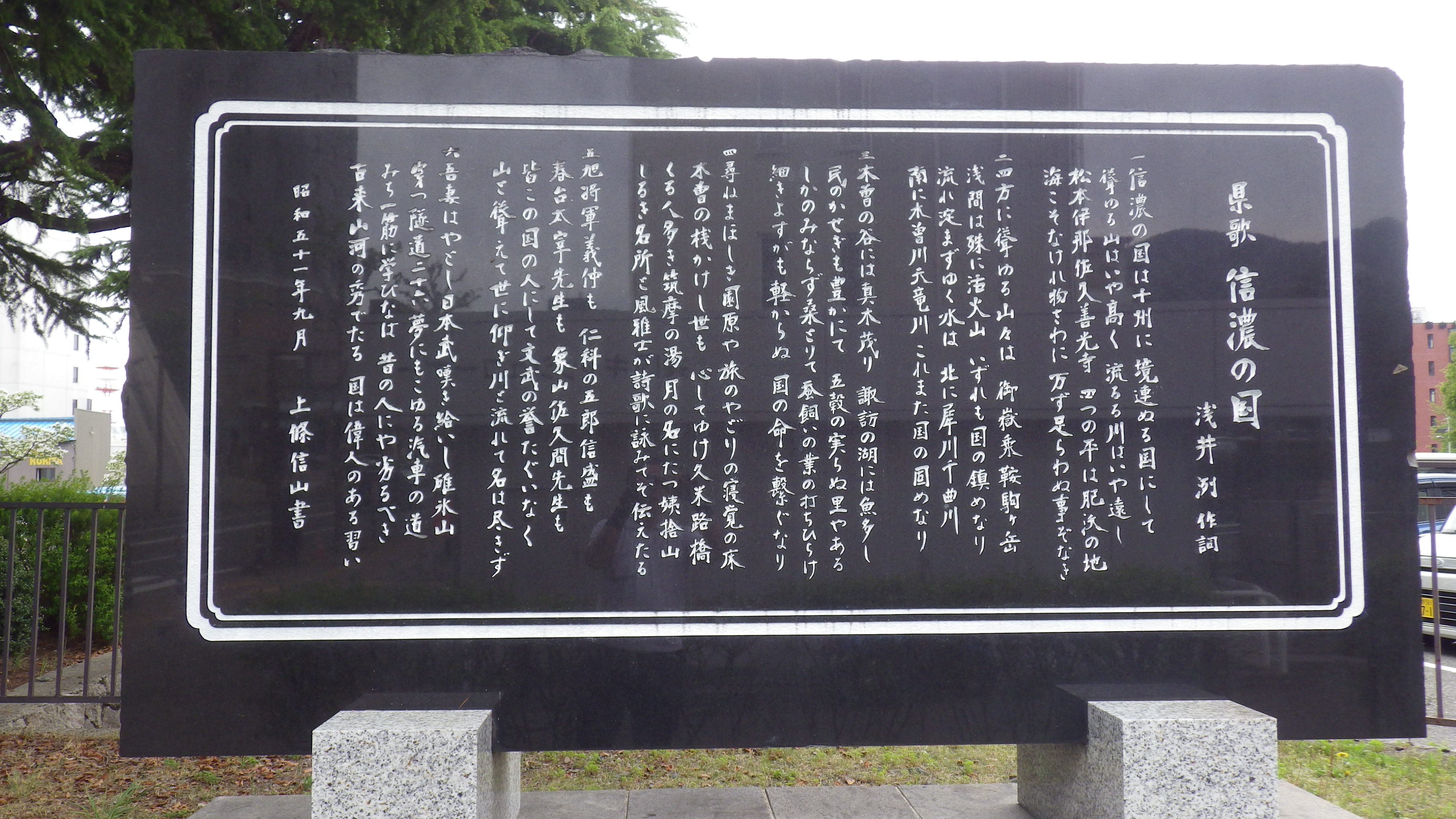
長野県庁舎前にある「信濃の国」歌碑

県歌
- 信濃の国[公式 26] - 1900年（明治33年）発表、1968年（昭和43年）5月20日制定
作詞：浅井洌 作曲：北村季晴
1900年に長野師範学校附属小学校で地理唱歌として作成され、同校の後身に当たる信州大学教育学部附属長野小学校の校歌として歌い継がれて来た。戦前に「秋田県民歌」および山形県の「最上川」と共に“三大県民歌”と称せられて来た経緯や戦後も県全域で広く愛唱されて来た実態に鑑み、1968年に制定告示が行われる。
 ウィキソースには、信濃の国の原文があります。

過去の県民歌
- 長野県民歌[公式 27] - 1947年（昭和22年）9月制定
作詞：北村隆男 作曲：前田孝
憲法普及会長野県支部選定。山形県の「朝ぐもの」と同様に不評のため短期間で演奏されなくなり、1968年の「信濃の国」制定告示を以て廃止された。

## 岐阜県
県民歌
- 岐阜県民の歌[公式 28] - 1955年（昭和30年）4月1日制定
作詞：永縄半助 作曲：服部正
制定から10年余りは非公式の扱いとされて来たが[32][33]、2006年（平成18年）に下呂市で開催された全国植樹祭のテーマソングとして選定されたのを機に演奏の機会が増加している。

県民歌以外の楽曲
- 岐阜の児 - 1955年（昭和30年）4月1日制定
作詞：池田豊穂 作曲：團伊玖磨
県民愛唱歌。「岐阜県民の歌」で佳作に入賞した作品をビクター製造のSPレコードでB面に収録。

- 君が明日と呼ぶものを[34] - 2018年（平成30年）発表
作詞：松井五郎 作曲：沢田完
第67回ぎふ清流国体式典曲の一つで、閉幕後の2024年（令和6年）に第39回国民文化祭テーマソングへ採用された[34]。

## 静岡県
県歌
- 静岡県歌[公式 29] - 1968年（昭和43年）8月14日制定
作詞：羽切喜三 補作：県歌制定審議会 作曲：中田喜直

県歌以外の楽曲
- 富士よ夢よ友よ（しずおか賛歌）[公式 29] - 1990年（平成2年）発表
作詞：白鳥時次 作曲：南荘宏
県民愛唱歌。

## 愛知県
県民歌
- われらが愛知[公式 30] - 1950年（昭和25年）8月15日制定
作詞：若葉清成 補作：西條八十 作曲：古関裕而
第5回愛知国体開催を記念し県章と同時に制定。県民歌の制定動機で最多とされる「国体県民歌」の第1号。

## 三重県
県民歌
- 三重県民歌[公式 31] - 1964年（昭和39年）4月20日制定
作詞：辻橋清子 作曲：飯田信夫
県庁舎落成を記念し県章・県旗と同時に制定。

## 滋賀県

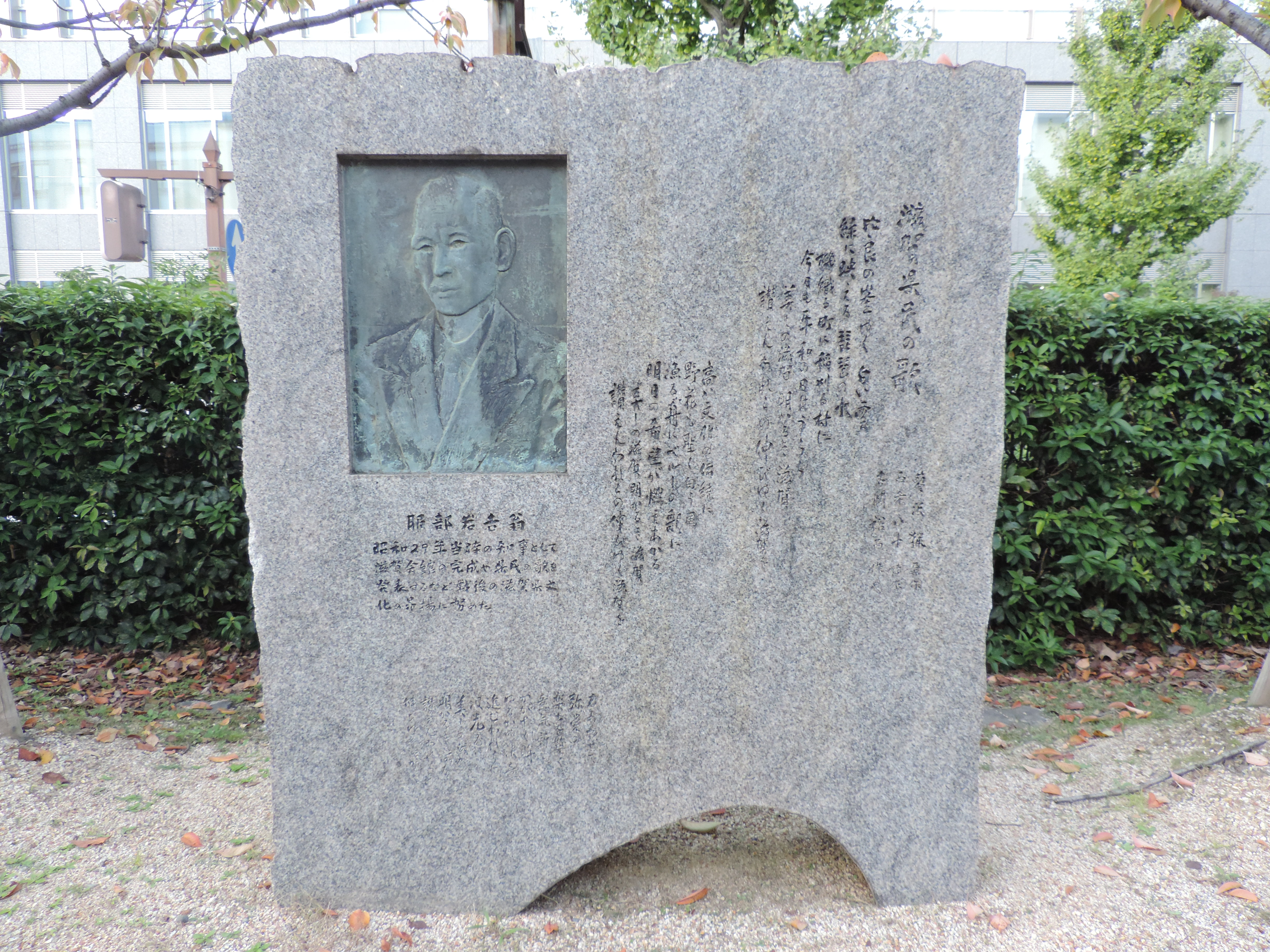
「滋賀県民の歌」歌碑（大津市、滋賀県庁舎前。左側の人物は制定時の知事だった服部岩吉）

県民歌
- 滋賀県民の歌[公式 32] - 1954年（昭和29年）6月15日制定
作詞：蓼沢猟 補作：西條八十 作曲：古関裕而
滋賀会館落成記念。会館の廃止に伴い移設された歌碑が滋賀県庁舎前にある[35]。

県民歌以外の楽曲
- 琵琶湖周航の歌[公式 33] - 1917年（大正6年）発表
作詞：小口太郎 作曲：吉田千秋
歌詞・旋律のいずれも著作権保護期間を満了（パブリックドメイン）。県民愛唱歌などの公的な指定は受けていないが旧制第三高等学校の寮歌として戦前から広く親しまれており、県民手帳に「滋賀県民の歌」と併せて掲載されている[35]。
 ウィキソースには、琵琶湖周航の歌の原文があります。
- びわこ賛歌 びわ湖とともに - 1981年（昭和56年）発表
作詞：山上路夫 作曲：いずみたく
県民愛唱歌。第36回びわこ国体開催を記念して作成された。
- びわこ音頭 - 1981年（昭和56年）発表
作詞：南英市 作曲：遠藤実
県民音頭[36]。県民愛唱歌「びわこ賛歌」と併せて国体開催を記念して作成された。

## 京都府
府歌
- 京都府の歌[公式 34] - 1984年（昭和59年）3月22日制定
作詞：田中秀果 補作：京都府歌制定委員会 作曲：團伊玖磨

## 大阪府
府歌
- （未制定）

府歌以外の楽曲
- なみはやのうた - 1997年（平成9年）発表
作詞：後藤正治 作曲：鈴木英明
第52回なみはや国体開催を記念して作成された体育歌。開会式の府旗掲揚時に代替曲として演奏された後、恒常的な体育歌として扱われるようになり2006年（平成18年）の全国高校総体でも演奏された。

## 兵庫県
県民歌
- 兵庫県民歌[37] - 1947年（昭和22年）5月3日制定[38]
作詞：野口猛 作曲：信時潔
旋律は著作権保護期間満了。日本国憲法公布を記念して制定された「復興県民歌」の1曲で[37]、県政資料館や県立図書館に小磯良平が表紙画を描いた楽譜が現存しているが県からは制定事実を含めて楽曲の存在を否定されており『事典』『地図』『総覧』『全国』のいずれも「未制定」扱いとなっている。

県民歌以外の楽曲
- こころの花ばたけ[39] - 1965年（昭和40年）発表
作詞：橋本竹茂 作曲：百瀬三郎
毎年6月1日に県と市町が実施する「善意の日」のキャンペーンソングとして作成された。『地図』には「兵庫県民歌」でなくこの楽曲が掲載されている[39]。
- ふるさと兵庫[公式 35] - 1980年（昭和55年）発表
作詞・作曲：後藤悦治郎
1980年に県へ寄贈された楽曲で、長らく県政広報番組の主題歌として使用された。2006年（平成18年）の第61回のじぎく兵庫国体では県から存在を否定されている県民歌の代用曲として開会式の県旗掲揚時に演奏され、以降も県主催の行事で演奏の機会が設けられるようになったが[40]、県では「県民歌でも県民愛唱歌でもない」としている。

## 奈良県
県民歌
- 奈良県民の歌[公式 36] - 1968年（昭和43年）3月1日制定
作詞：萩原四朗 作曲：福島正二
県の公式サイトでは制定経緯を簡略に紹介するのみだが、県民手帳に歌詞と楽譜が掲載されている。

県民歌以外の楽曲
- 奈良県民音頭 - 1968年（昭和43年）3月1日制定
作詞：木村龍平 作曲：長津義司
県民音頭。県民歌と同一の告示で制定され[公式 37]、県民手帳でも併せて紹介されている。

## 和歌山県
県民歌
- 和歌山県民歌[公式 38] - 1948年（昭和23年）制定
作詞：西川好次郎 作曲：山田耕筰
旋律は著作権保護期間満了。作詞者の出身地である日高川町美山支所の近くに歌碑が建てられている[41]。

県民歌以外の楽曲
- 和歌山県県勢歌 - 1939年（昭和14年）5月10日制定[42]
作詞：山名貫児、三溝信雄[43] 作曲：鈴木富三[43]
和歌山県統計協会選定[42]。

- 友は呼ぶ（和歌山県民スポーツの歌）[44] - 1969年（昭和44年）発表
作詞：小川留美子 作曲：北原雄一
体育歌。第26回黒潮国体開催記念。

## 鳥取県
県民歌
- わきあがる力[公式 39] - 1968年（昭和43年）10月23日制定
作詞：鳥取県県民歌制定委員会 作曲：團伊玖磨
明治百年記念。

県民歌以外の楽曲
- ここはふるさと - 1995年（平成7年）発表
作詞：こわせたまみ 作曲：中田喜直
わらべ館開館記念「童謡・唱歌のふるさと鳥取」シンボルソング[45]。

## 島根県
県民歌
- 薄紫の山脈[公式 40] - 1951年（昭和26年）3月制定
作詞：米山治 作曲：古関裕而
サンフランシスコ講和条約締結記念。歌詞は全3番だが「制定時との人口の乖離が著しくなっている」と言う理由により、公的行事での演奏は2番までで止められることが多い[46]。
- 青い空なら - 1951年（昭和26年）3月制定
作詞：宮田隆 作曲：古関裕而
県民歌の公募で「薄紫の山脈」と同時に選定された楽曲で、日本コロムビアが製造したSPレコードのB面に収録。制定当初は2曲とも「県民の歌」とされていたが、1982年（昭和57年）の第37回くにびき国体を機に「薄紫の山脈」へ一本化されたとみられる[47]。

## 岡山県
県民歌
- 岡山県の歌[48] - 1957年（昭和32年）3月9日制定

作詞：石井梅香 作曲：水野康孝
- 県庁舎落成記念。2013年（平成25）年の時点では県民手帳に掲載されていたが[49]、2020年（令和2年）版では削除されており県の公式サイトでも一切紹介されていない。

県民歌以外の楽曲
- 岡山県スポーツの歌[50] - 1962年（昭和37年）発表
作詞：脇太一 作曲：清水脩
体育歌。第17回岡山国体開催記念。
- みんなのこころに[51] - 1982年（昭和57年）発表
作詞：山本恵三子 作曲：小林亜星 編曲：高田弘
県民愛唱歌。県民手帳から「岡山県の歌」が削除されて以降は、本曲のみが掲載されている。

## 広島県
県民歌
- （未制定）

県民歌以外の楽曲
- 虹の輝き（広島県スポーツ賛歌）[52] - 1994年（平成6年）11月20日発表
作詞：高橋玄洋 作曲：細川俊夫
第51回ひろしま国体開会式の県旗掲揚時に代替曲として演奏するため作成され、恒常的な体育歌としてスポーツ関連の行事限定で用いられる[52]。
- 未来の風[53] - 2000年（平成12年）発表
作詞・作曲：松村春菜 編曲：大島ミチル
第15回国民文化祭テーマソング。閉幕後は県内で毎年開催される「けんみん文化祭ひろしま」に引き継がれている[53]。

## 山口県
県民歌
- 山口県民の歌[公式 41] - 1962年（昭和37年）9月3日制定
作詞：佐藤春夫 作曲：信時潔
歌詞・旋律のいずれも著作権保護期間を満了（パブリックドメイン）。県政90周年および翌年の第18回山口国体開催を記念して県章・県旗と同時に制定した。3代（4曲）目の県民歌で、作曲者には初代と同じ信時潔が再起用されている[54]。

過去の県民歌
- 山口県民歌（初代）[54] - 1940年（昭和15年）2月11日制定
作詞：渡辺世祐 補作：高野辰之 作曲：信時潔
歌詞・旋律のいずれも著作権保護期間を満了（パブリックドメイン）。皇紀二千六百年記念歌で、終戦後は公的に演奏されなくなった。
- 山口県民の歌（2代目）[54] - 1951年（昭和26年）3月28日制定
  - 歌詞A（朝だ大気を）
作詞：岩本邦子 作曲：大村能章
  - 歌詞B（波かすむ）
作詞：清川妙 作曲：大村能章

2曲とも旋律は著作権保護期間満了。初代県民歌の廃止後に歌詞を一般公募し、2曲同時に入選作として選定された。後年にエッセイストとして活躍した清川妙が作詞した歌詞Bでは、日本国憲法第9条が取り上げられている。

県民歌以外の楽曲
- のばせ山口[54] - 1963年（昭和38年）発表
作詞：橋本正之 作曲：片山正見
第18回山口国体の開催を記念して当時の知事が自ら作詞した行進曲[54]。日本コロムビアが製造した3代目「山口県民の歌」のシングル盤でB面に収録されている。
- みんなのふるさと[公式 42] - 1979年（昭和54年）発表
作詞：国兼由美子 作曲：田村洋
県民愛唱歌[54]。

## 徳島県
県民歌
- 徳島県民の歌[公式 43] - 1971年（昭和46年）7月18日制定
作詞：富士正晴 作曲：三木稔
2代目の県民歌である。

過去の県民歌
- 徳島県民歌（初代）[55] - 1939年（昭和14年）9月制定
作詞：金沢治 補作：富田砕花 作曲：服部良一
国民精神総動員徳島県委員会選定。戦後も3番の歌詞を部分的に改訂して演奏されたが[55]、1971年に現県民歌へ代替わりした。

参考
- 徳島県民の歌[56] - 1947年（昭和22年）4月28日発表
作詞：住友柾之 作曲：今川幹夫
日本国憲法公布記念事業として徳島新聞社とNHK徳島放送局が合同で選定した。

## 香川県
県民歌
- 香川県民歌[公式 44] - 1954年（昭和29年）1月30日制定
作詞：小川楠一 作曲：田口寛

参考
- 香川県行進曲（瀬戸は凪だよ）[57] - 1933年（昭和8年）12月15日発表
作詞：長田幹彦 作曲：中山晋平
四国民報社選定。

## 愛媛県
県民歌
- 愛媛の歌[公式 45] - 1973年（昭和48年）2月20日制定
作詞：岩本義孝 作曲：中田喜直
県政100周年記念。3代目の県民歌である。2代目の県章と同時に制定され、県章は1989年（平成元年）に3代目のものと代替わりしたが県民歌はそのまま存続した。

過去の県民歌
- 愛媛県民歌[58] - 1938年（昭和13年）11月制定
作詞者不詳 作曲：栗田国彦[59]
県の「国民精神作興週間」に合わせて発表されたが[58]、作成経緯および作詞者は不詳。初代かつ中国・四国地方では最初に制定された県民歌である。
- 愛媛県民の歌[60] - 1952年（昭和27年）制定
作詞：洲之内徹 作曲：土岐善麿
県旗のデザインと同時に歌詞を一般公募したが、入選作が無く審査委員の洲之内徹が作詞。2代目の県民歌である。

## 高知県
県民歌
- 高知県民の歌[公式 46] - 1953年（昭和28年）9月6日制定
作詞：西村貞夫[注 4] 作曲：濱田正形

県民歌以外の楽曲
- Light Blueの空（高知県スポーツ賛歌）[61] - 2002年（平成14年）発表
作詞：猿田忠博 作曲：瀬戸口重利 編曲：TANAKA MASARU
体育歌。第52回よさこい高知国体開催を記念して作成。

## 福岡県
県民歌
- 希望の光[公式 47] - 1970年（昭和45年）10月17日制定
作詞：中畑海次 補作：丸山豊 作曲・編曲：中村八大

県民歌以外の楽曲
- ふくおか音頭[公式 47] - 1970年（昭和45年）10月17日制定
作詞：山県寿一 補作：持田勝穂 作曲・編曲：安藤実親
県民音頭。県民歌と同時に制定された。

## 佐賀県
県民歌
- 佐賀県民の歌[公式 48] - 1974年（昭和49年）2月11日制定
作詞：明石省八 作曲：團伊玖磨
県政90周年、第31回若楠国体開催記念。平成期に後述のイメージソングが作られて以降は県民手帳から削除されていたが、2019年（平成31年/令和元年）版より26年ぶりに掲載されるようになった[62]。2代目の県民歌である。

過去の県民歌
- 佐賀県民歌[63] - 1936年（昭和11年）制定
作詞：松尾松治郎 補作：吉田絃二郎 作曲：下総皖一
旋律は著作権保護期間満了。初代の県民歌である。

県民歌以外の楽曲
- 佐賀県民体育大会歌[64]
作詞：久部勝義 作曲：陶山聡
県民体育大会のテーマ曲として作成された。『地図』では旧「佐賀県民歌」でなくこの曲が紹介されている[64]。

- 風はみらい色（佐賀県イメージソング）[公式 49] - 1993年（平成5年）発表
作詞：南英市 補作詞・作曲・編曲：財津和夫
- 栄の国から（さが・ふるさとの歌）[公式 50] - 2000年（平成12年）発表
作詞：駒井瞭 補作：いではく 作曲：遠藤実 編曲：佐々永治
県民愛唱歌と県民音頭を兼ねており、毎年8月開催の佐賀城下栄の国まつりで総踊りが行われる。

## 長崎県
県民歌
- 南の風[公式 51] - 1961年（昭和36年）6月1日制定
作詞：県民の歌作詞委員会 作曲：山口健作
歌詞は著作権保護期間満了。

県民歌以外の楽曲
- 長崎県民音頭[65] - 1959年（昭和34年）4月発表
作詞：脇太一 作曲：木野普見雄
県民音頭。県民歌に先んじて歌詞の一般公募が行われ、日本コロムビアが製造した「南の風」のSPレコードでB面に収録された。

## 熊本県
県民歌
- 熊本県民の歌[公式 52] - 1960年（昭和35年）2月13日制定
作詞：坂井秀雄 作曲：出田憲二
県民手帳に掲載されており実質上は2代目の県民歌だが、県ではなく第15回熊本国体実行委員会が制定主体とされている[66]。

過去の県民歌
- 菊池盡忠の歌[67] - 1943年（昭和18年）10月制定
作詞：出田聡明 作曲：丹後正
第二次世界大戦中に横溝光暉知事の提唱で作成され、県発行の『菊池精神発揚読本』に掲載された[68]。全16番と長大だが、略式の場合は1・2・14・16番を抜粋して演奏される。終戦後にGHQから一切の演奏を禁じられたことに伴い廃止され[67]、15年後に2代目の「熊本県民の歌」が制定された。

県民歌以外の楽曲
- 火の国旅情 - 1979年（昭和54年）発表
作詞：岩代浩一、中沢昭二 作曲：岩代浩一
1984年（昭和59年）に県のキャンペーンで採用されてから県内外で広く愛唱されており、一部では「県民歌として制定された」と紹介される場合もあるが[69][注 5]、県では「熊本県のことを歌った歌として、広く親しまれている」楽曲の一つと定義している[66]。

## 大分県
県民歌
- （未制定）

県民歌以外の楽曲
- 大分県民体育の歌[公式 53] - 1950年（昭和25年）制定
作詞：當所壽人 作曲：滝本利一郎
体育歌。毎年開催される県民体育大会のテーマソングとして作成され1966年（昭和41年）の第21回剛健国体、2008年（平成20年）の第63回チャレンジ! おおいた国体の2回にわたり開会式の県旗掲揚時に代用曲として演奏された。

参考
- 大分県行進曲[70] - 1935年（昭和10年）発表
作詞：庄武憲太郎 作曲：江口夜詩
歌詞は著作権保護期間満了。豊州新報社選定。戦前・戦後を通じて県下で幅広く愛唱され、後継紙の大分合同新聞では県内一周大分合同駅伝のテーマ曲として街頭宣伝に用いている。『地図』では「広く歌われている歌」の扱いで紹介しており[70]、2004年（平成16年）までは県民手帳にも掲載されていた。

## 宮崎県
県民歌
- 宮崎県民歌[公式 54] - 1964年（昭和39年）6月30日制定
作詞：酒井祐春 作曲：飯田信夫
県再置80周年記念[公式 55]。2代目の県民歌である。

過去の県民歌
- 宮崎県民歌（初代）[公式 54] - 1934年（昭和9年）制定
作詞：桑原節次 作曲：古関裕而
歌詞は著作権保護期間満了。神武東遷2600年記念事業として県と大阪毎日新聞（現毎日新聞大阪本社）宮崎支局が合同で選定した。

## 鹿児島県
県民歌
- 鹿児島県民の歌[公式 56] - 1948年（昭和23年）12月16日制定
作詞：坂口利雄 作曲：山田耕筰
旋律は著作権保護期間満了。

県民歌以外の楽曲
- まあるくなった - 1966年（昭和41年）11月16日発表
作詞：滝田常晴 補作：永六輔 作曲：いずみたく
県「家庭の日」テーマソング。

## 沖縄県
県民歌
- 沖縄県民の歌[公式 57] - 1972年（昭和47年）5月15日制定
作詞：宮里静湖 補作：沖縄県民の歌選定委員会 作曲：城間繁
沖縄返還の同日に県章と併せて制定。

県民歌以外の楽曲
- てぃんさぐぬ花[公式 58] - 2012年（平成24年）3月18日指定
作詞・作曲：沖縄民謡
アメリカ合衆国からの返還前に出版された『地図』では県民歌の代わりに本曲が「沖縄を代表する楽曲」として紹介されており[71]、2012年に県民愛唱歌「うちなぁかなさうた」の指定を受けた。

## （旧）樺太
過去の庁歌
- 樺太島歌[72] - 1938年（昭和13年）制定
作詞：本間一咲 作曲：山田耕筰
旋律は著作権保護期間満了。樺太庁で内地の県民歌に相当する庁歌として制定されたが、1949年（昭和24年）に行政組織としての樺太庁と共に廃止。札幌市の北海道庁旧本庁舎2階にある樺太関係資料館のパネル展示で紹介されている。